# Филмска монтажа
Филмска монтажа је истовремено креативни и технички процес који је део пост-продукције филма. Израз је изведен из традиционалног процеса рада са филмском траком.
Монтажер филма ради са сировим снимцима, бирајући кадрове и сцене које комбинује у секвенце које стварају читаву филмску слику. Монтажа филма је једини део стваралачког процесa на филму јединствен за кинематографију, чиме издваја филмско стваралаштво од осталих уметничких облика који су му претходили, мада постоје одређене паралеле са процесом монтаже у другим уметничким облицима, попут поезије и писања романа.
Монтажа филма често се назива „невидљивом уметношћу“, јер када је урађена квалитетно, гледалац је фокусиран на радњу и дешавања у филму тако да не примећује монтажерске поступке и рад.
На свом најосновнијем нивоу, монтажа филма је уметност, техника и пракса састављања снимака у кохерентан низ. Посао монтажера није само да механички саставља делова филма или уређује сцене дијалога. Монтажер филма мора креативно радити са слојевима слика, значења, приче, дијалога, музике, мизансцена, као и глумачког наступа, како би створио кохезивну целину. Монтажери обично играју динамичну и значајну улогу у стварању филма.
Понекад редитељи сами монтирају филмове, попут Акире Куросаве или браће Коен.
Појавом дигиталног система монтаже, асистенти монтаже и сами монтажери постали су одговорни за додатна подручја филмског стварања која су некада била одговорност других чланова екипе. Поред монтаже слике, монтажери се често баве визуелним и звучним ефектима. Ти привремени елементи обично се замењују рафиниранијим завршним елементима које производе тимови за звук, музику и визуелне ефекте ангажоване да доврше слику.

## Историја
Рани филмови били су кратки филмови који су били један дугачак, статичан и закључан кадар. Покрет у кадру је био све што је било потребно да се забави публика, па су први филмови једноставно приказивали активности попут саобраћаја који се креће градском улицом. Није било ни приче, нити уређивања. Сваки филм је трајао све док је у камери било филма.
Употреба филмске монтаже за успостављање континуитета, која обухвата радње које се крећу из једне секвенце у другу, приписује се британском филмском пиониру Роберту В. Полу у филму Come Along, Do!, снимљеном 1898. године и једном од првих филмова са више од једног кадра. На првом снимку старији пар налази се испред уметничке изложбе на ручку, а затим кроз врата прати друге људе. Други снимак приказује шта они раде унутра. Полова 'Синематограф камера бр. 1' из 1896. године била је прва камера са реверзним кретањем, што је омогућило да се исти филмски снимак експонира неколико пута и тако створе суперпозиције и вишеструке експозиције. Један од првих филмова који је користио ову технику, Четири проблематичне главе Жоржа Мелијеса из 1898, снимљен је са Половом камером.
Даљи развој акционог континуитета у филмовима са вишеструким снимцима настављен је током 1899-1900 у Брајтонској школи у Енглеској, где су га дефинитивно успоставили Џорџ Алберт Смит и Џејмс Вилијамсон. Те године Смит је снимио филм Гледано кроз телескоп, у којем главни кадар приказује уличну сцену са младићем који везује пертле, а затим милује стопало своје девојке, док старац то посматра телескопом. Затим следи резање на блиски снимак руку на девојчиној нози приказано унутар црне кружне маске, и потом рез назад на наставак оригиналне сцене.
Још запаженији је био Џејмс Вилијамсов филм Напад на кинеску изасланичку станицу, направљен у исто време 1900. Први снимак приказује врата ка мисијској станици споља нападнута и разбијена од стране кинеских боксерских побуњеника, затим долази до пресецања у врт мисијске станице у којој се води битка. Наоружана група британских морнара стигла је да порази Боксере и спасе мисионарску породицу. Филм је користио први исечак „реверзног угла” у историји филма.
Џејмс Вилијамсон се концентрисао на снимање филмова који воде радњу са једног места приказаног у једном кадру до следећег приказаног у другом кадру у филмовима попут Стани лопове! и Ватра!, направљеним 1901. године, и многим другим. Он је такође експериментисао са крупним планом и направио можда најекстремнији од свих у филму Велика ластавица, када његов лик прилази камери и чини се да је гута. Ова два филмска ствараоца из Брајтонске школе такође су били пионири у монтажи филма; они су обојили су свој рад бојом и користили трик фотографију како би побољшали нарацију. До 1900. њихови филмови су садржали продужене сцене до 5 минута дуге.
Други филмски ствараоци су тада прихватили све ове идеје, укључујући Американца Едвина С. Портера, који је почео да снима филмове за компанију Едисон 1901. Портер је радио на низу мањих филмова пре него што је снимио Живот америчког ватрогасца 1903. Филм је био први Амерички филм са заплетом, са акцијом, па чак и снимцима изблиза кад рука повлачи аларм за пожар. Филм се састојао од непрекидног наратива у седам сцена, приказаних у укупно девет кадрова. Он је стављао прелаз између сваког снимка, баш као што је то већ радио Жорж Мелијес, и често је понављао исту радњу. Његов филм, Велика пљачка воза (1903), трајао је дванаест минута, са двадесет засебних снимака и десет различитих унутрашњих и спољашњих локација. Користио је унакрсну методу уређивања да прикаже истовремену акцију на различитим местима.
Ови рани филмски редитељи открили су важне аспекте језика филма: да слика на екрану не мора да приказује комплетну особу од главе до пете и да спајање два кадра ствара у гледаочевом уму контекстуални однос. То су била кључна открића која су омогућила све наративне филмове и телевизију који се не емитују уживо или на видео-траци, да се снимци (у овом случају целе сцене будући да је сваки снимак потпуна сцена) могу слимати на веома различитим локацијама током дужег временског периода (сати, дани или чак месеци) и комбиновати у наративну целину. На пример, Велика пљачка воза садржи сцене снимљене на сетовима телеграфске станице, унутрашњости вагона и у плесној дворани, са сценама на отвореном на водоторњу железнице, у самом возу, на тачки дуж пруге и у шуми. Али кад разбојници напусте унутрашњост телеграфске станице (сцену) и изађу на водоторањ, публика верује да су одмах прешли из једног у друго. Или да када се у једном снимку попну на воз, а у следећем уђу у вагон за пртљаг (сет), публика верује да су у истом возу.
Негде око 1918. године, руски редитељ Лав Куљешов направио је експеримент који то доказује. (Погледајте Куљешовљев експеримент) Он је узео стари филмски исечак са снимком главе запаженог руског глумца и прекинуо снимак са снимком чиније супе, затим са дететом које се играло са плишаним медведом, па са снимком старе жене у ковчегу. Када је показао филм људима, они су похвалили глумачке способности - глад на лицу када је видео супу, одушевљење дететом и тугу када је гледао мртву жену. Наравно, снимак глумца био је направљен годинама пре осталих снимака и он није „видео“ ниједну од додатих ставки. Једноставан чин ређања кадрова у низу произвео је однос.

### Технологија монтаже филмова
Пре широко распрострањене употребе дигиталних нелинеарних система за монтажу, иницијална монтажа свих филмова обављена је позитивном копијом негатива филма названом филмски радни отисак (сечење копије у Великој Британији) физичким сечењем и спајањем комада филма. Снимци би се ручно резали и причвршћивали у целину траком, а касније лепили. Уредници су били врло прецизни; ако су направили погрешан рез или су им били потребни нови позитивни отисци, то би коштало продукцију новца и времена да лабораторија поново одштампа снимак. Осим тога, свако поновно штампање је излагало негатив опасности од оштећења. Са проналаском машине за сечење и спајање са прегледачем, као што је Мовиола, или монтажног стола као што је К.-Е.-М. или Стинбек, процес уређивања се мало убрзао и резови су постали чистији и прецизнији. Пракса монтаже Мовиоле је нелинеарна, што уреднику омогућава бржи избор. То је велика предност у уређивању епизодних филмова за телевизију који имају врло кратке рокове за завршетак посла. Сви филмски студији и продукцијске куће који су производили филмове за телевизију пружали су овај алат својим уредницима. Машине за уређивање са монтажним столо коришћене су за репродукцију и усавршавање резова, посебно у играним филмовима и филмовима за телевизију, јер су били мање бучни и чистији за рад. У знатној мери су се користили за документарну и драмску продукцију у оквиру ББЦ-евог Одељења за филм. Под вођством тима од два члана, уредника и помоћника уредника, овај тактилни процес захтевао је значајне вештине, али је уредницима омогућио изузетно ефикасан рад.
Данас се већина филмова уређује дигитално (на системима као што су Media Composer, Final Cut Pro X или Premiere Pro) и потпуно заобилазе позитиван радни отисак филма. У прошлости је употреба филмског позитива (а не оригиналног негатива) дозвољавала уреднику да експериментише колико год жели, без ризика да оштети оригинал. Са дигиталним уређивањем, уредници могу да експериментишу исто као и раније, осим што су снимци у потпуности пренети на чврсти диск рачунара.
Када је радни отисак филма исечен на задовољавајуће стање, коришћен је за формулисање листе уређивачких одлука (EDL). Резач негатива се позвао на ову листу током обраде негатива, раздвајајући снимке на ролне, које су затим контактно штампане да би се произвео коначни отисак филма или монтажна филмска копија. Данас производне компаније имају могућност да у потпуности заобиђу негативно резање. Са појавом дигиталног међупроизвода („DI”), физички негатив не мора нужно бити физички исечен и вруће спојен; него се негатив оптички скенира у рачунар(е), и листа сечења се потврђује помоћу DI едитора.